# Dee Clark

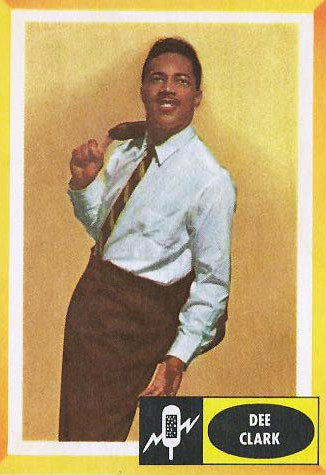
Dee Clark (1960)

Dee Clark (* 7. November 1938 in Blytheville, Arkansas, USA als Delectus Clark oder Delecta Clark; † 7. Dezember 1990 in Smyrna, Georgia, USA) war ein US-amerikanischer R&B-Sänger und Songwriter, der in den späten 1950er und frühen 1960er Jahren eine Reihe von Hits hatte, darunter das Lied Raindrops, das 1961 ein Millionenseller in den Vereinigten Staaten war.

## Biografie
Clark wurde 1938 in Blytheville, Arkansas, geboren; seine Familie zog 1941 nach Chicago. Clark machte seine erste Aufnahme 1952 als Mitglied der „Hambone Kids“, die mit Hambone bei Okeh Records Erfolg hatten. 1953 schloss er sich einer R&B-Gruppe namens „Goldentones“ an, die vom Chicagoer Radio-DJ Herb Kent entdeckt wurde, der sie in „The Kool Gents“ umbenannte. Kent schloss für die Kool Gents einen Vertrag mit Vee-Jay Records, wo sie 1956 eine Single aufnahmen; sie machten auch eine Aufnahme unter dem Namen „The Delegates“.
Clark startete 1957 eine Solokarriere, zunächst im Stil von Clyde McPhatter und Little Richard. Als Little Richard seine Musikkarriere vorübergehend aufgab, um die Bibel zu studieren, erfüllte Clark Richards verbleibende Live-Termine und machte auch Aufnahmen mit seiner Begleitband, den Upsetters. In den nächsten vier Jahren landete er einige Hits, von denen zwei (Just Keep It Up und Hey Little Girl) die Top 20 der Billboard Hot 100 erreichten.
Raindrops, Clarks erfolgreichste Single, wurde im Frühjahr 1961 veröffentlicht und erreichte Platz zwei der Pop-Charts. Allerdings war Clarks größter Hit auch sein letzter. Er schaffte es nur noch zweimal in die unteren Ränge der US-Pop-Charts, mit I’m Going Back to School (1962) und Crossfire Time (1963). Als Crossfire Time herauskam, war Clark von Vee-Jay zum Label Constellation gewechselt. Obwohl er bis 1966 weiterhin für Constellation aufnahm, gelangte keine seiner Platten mehr landesweit in die Charts.
In der Folge wechselte Clark mehrfach das Label und den Wohnort. Er trat in Clubs auf und hatte 1975 mit Ride a Wild Horse noch einmal einen überraschenden Hit in den britischen Single-Charts. Dies war zugleich auch seine letzte Single. Danach trat er weiterhin auf, bis er 1990 im Alter von 52 Jahren in Smyrna, Georgia, an einem Herzinfarkt starb.